# Ján Greguš
Ján Greguš (Nitra, 29 januari 1991) is een Slowaaks voetballer die als middenvelder sinds 2016 voor FC Kopenhagen uitkomt. Voordien speelde hij onder meer in zijn geboorteland voor FC Nitra, waar hij ook zijn jeugdopleiding genoot. In maart 2015 maakte hij zijn debuut in het Slowaaks voetbalelftal in een vriendschappelijke interland tegen Tsjechië (1–0 winst). Met Slowakije nam Greguš deel aan het Europees kampioenschap 2016 in Frankrijk. Slowakije werd in de achtste finale uitgeschakeld door Duitsland (0–3).